# Christmas Cup (теннисный турнир)
Christmas Cup (с англ. — «Рождественский кубок») — юниорский теннисный турнир Tennis Europe высшего уровня в возрастной категории до 14 лет ежегодно, с 2014 года, в декабре-январе проводящийся на базе теннисной Академии Александра Островского в Химках (Россия) на крытых кортах с хардовым покрытием. Единственный проходящий в России турнир TE Super category. Christmas Cup — один из наиболее престижных юниорских турниров (по итогам 2015 года «Рождественский кубок» был отмечен Европейской Федерацией (Tennis Europe) как лучший по организации турнир года.

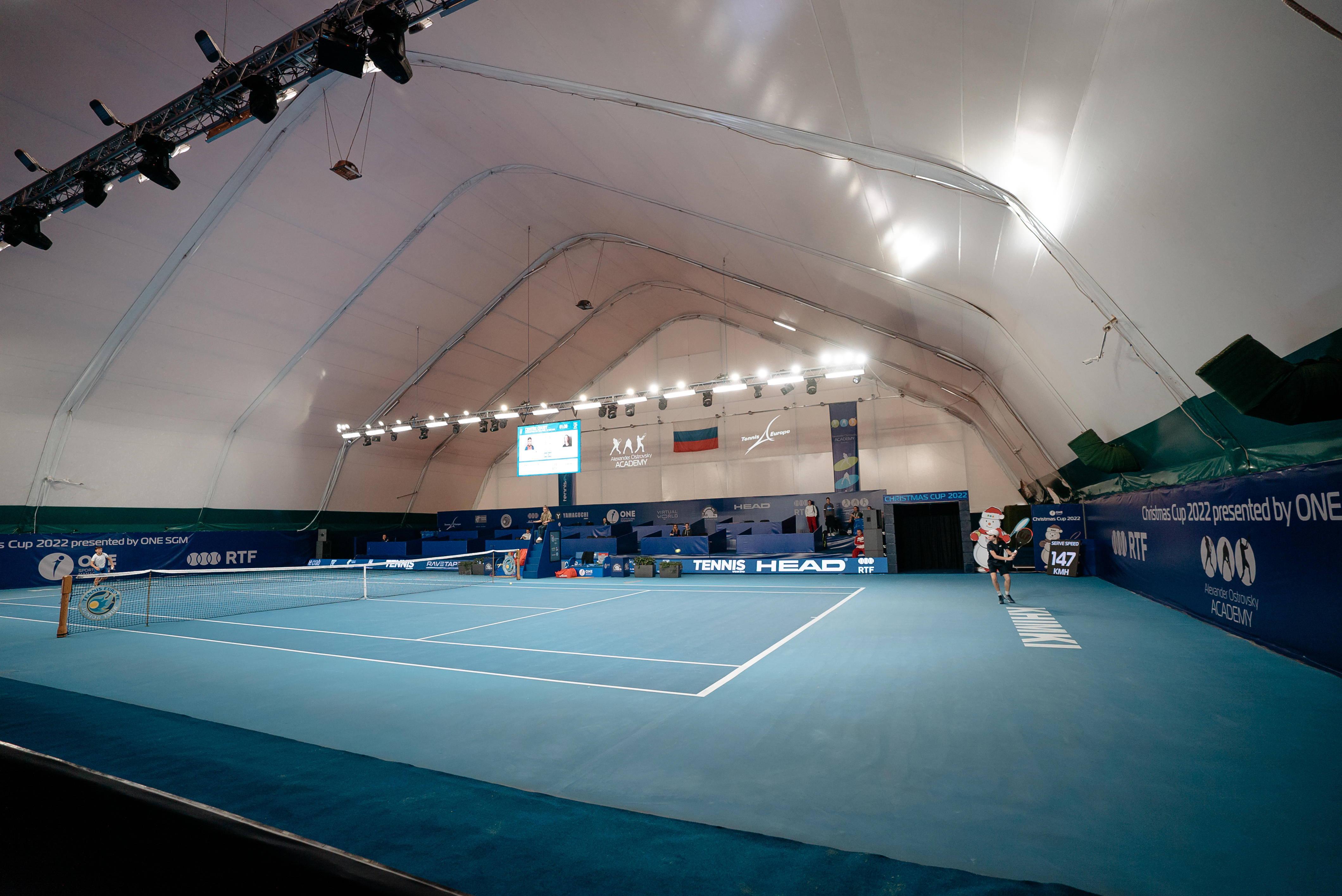
Центральный корт турнира TE Christmas Cup

## Общая информация
Дебютный TE Christmas Cup был проведен в январе 2014 года. И все последующие годы турнир неизменно проходил в отведенное время: конце декабря — начале января, за исключением 2021 года, когда из-за связанных с пандемией коронавируса ограничений, дата проведения TE Super cat. Christmas Cup 2021 pres. by ONE SGM U14 была сдвинута на весну, неделю — с 26 апреля по 2 мая.

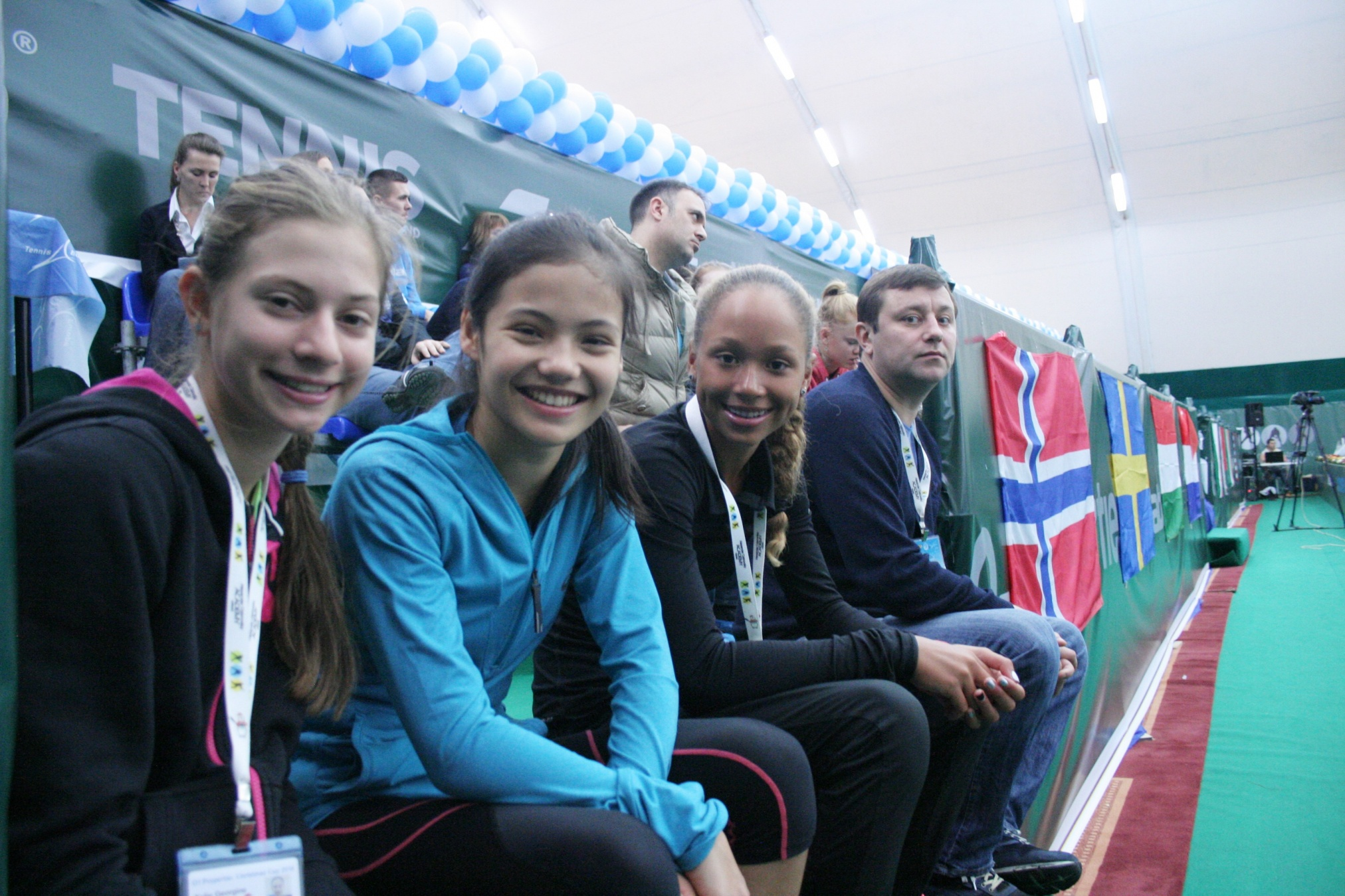
Эмма Радукану (вторая слева) с подругами по сборной на трибуне Centre Court TE Christmas Cup

В основной сетке Christmas Cup 2016 у девушек участие принимала будущая победительница взрослого Открытого чемпионата США по теннису 2021 Эмма Радукану (Великобритания). В одиночном разряде «Рождественского кубка» 2016 Эмма дошла до 1/4 финала, где проиграла будущей победительнице Дарье Снигур (Украина) — 6/0, 3/6, 4/6.

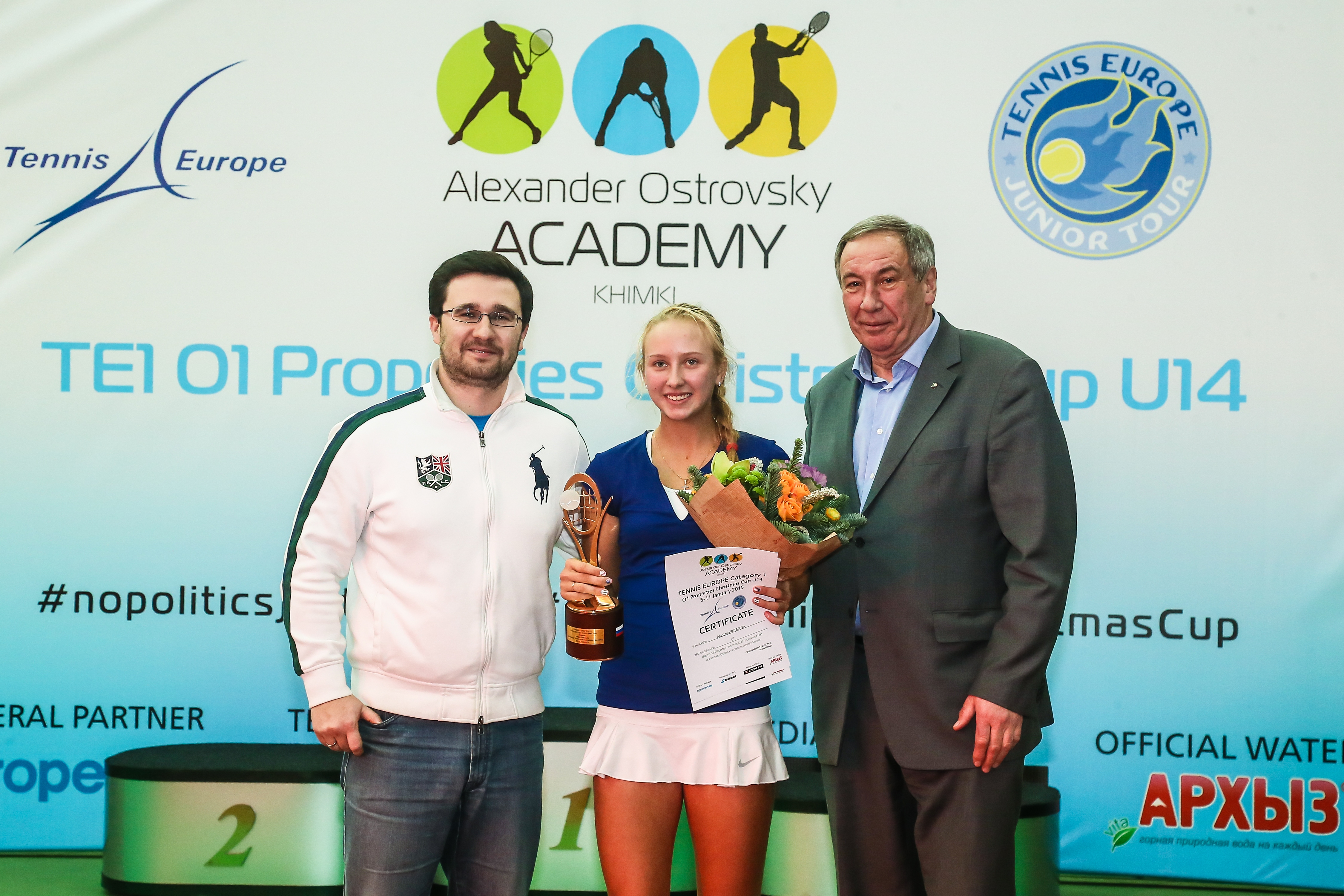
Учредитель Академии, Александр Островский, абсолютная победительница турнира TE 1 cat. O1 Properies Christmas Cup 2015 U14 Анастасия Потапова и президент ФТР Шамиль Тарпищев на церемонии награждения

В «Рождественском кубке» ежегодно принимают участие ведущие юниоры мира из более чем 30-ти стран. Самым титулованным спортсменом в истории Christmas Cup является Анастасия Потапова, которая дважды, в 2014 и 2015 годах становилась его абсолютной победительницей (завоевала титулы в одиночном и в парном разрядах).
В 2023 году планируется проведение юбилейного, X по счету турнира Christmas Cup в возрастной категории до 14 лет.

## Победители в одиночном разряде
| Год  | Юноши                                   | Девушки             |
| ---- | --------------------------------------- | ------------------- |
| 2022 | Никита Белозерцев                       | Алена Ковачкова     |
| 2021 | Максим Мрва                             | Алина Корнеева      |
| 2020 | [[Martín Landaluce\|]] Мартин Ландалусе | Виктория Милованова |
| 2019 | Максим Жуков                            | Тиана Сретенович    |
| 2018 | Михаил Горохов                          | Диана Шнайдер       |
| 2017 | Михаил Горохов                          | Мария Тимофеева     |
| 2016 | Алибек Качмазов                         | Дарья Снигур        |
| 2015 | Тимофей Скатов                          | Анастасия Потапова  |
| 2014 | Ален Авидзба                            | Анастасия Потапова  |